# MAGEB18
MAGEB18 (англ. MAGE family member B18) – білок, який кодується однойменним геном, розташованим у людей на короткому плечі X-хромосоми. Довжина поліпептидного ланцюга білка становить 343 амінокислот, а молекулярна маса — 38 533.
| 10         |  | 20         |  | 30         |  | 40         |  | 50         |
| ---------- |  | ---------- |  | ---------- |  | ---------- |  | ---------- |
| MPRGQKSKLR |  | AREKRHQARC |  | ENQDLGATQA |  | TVAEGESPSP |  | AYLLFGDRPQ |
| NLPAAETPSI |  | PEALQGAPST |  | TNAIAPVSCS |  | SNEGASSQDE |  | KSLGSSREAE |
| GWKEDPLNKK |  | VVSLVHFLLQ |  | KYETKEPITK |  | GDMIKFVIRK |  | DKCHFNEILK |
| RASEHMELAL |  | GVDLKEVDPI |  | RHYYAFFSKL |  | DLTYDETTSD |  | EEKIPKTGLL |
| MIALGVIFLN |  | GNRAPEEAVW |  | EIMNMMGVYA |  | DRKHFLYGDP |  | RKVMTKDLVQ |
| LKYLEYQQVP |  | NSDPPRYEFL |  | WGPRAHAETS |  | KMKVLEFVAK |  | IHDTVPSAFP |
| SCYEEALRDE |  | EQRTQARAAA |  | RAHTAAMANA |  | RSRTTSSSFS |  | HAK        |

A: Аланін

C: Цистеїн

D: Аспарагінова кислота

E: Глутамінова кислота

F: Фенілаланін

G: Гліцин

H: Гістидин

I: Ізолейцин

K: Лізин

L: Лейцин

M: Метіонін

N: Аспарагін

P: Пролін

Q: Глутамін

R: Аргінін

S: Серин

T: Треонін

V: Валін

W: Триптофан

Кодований геном білок за функцією належить до пухлинних антигенів. 
Задіяний у такому біологічному процесі, як убіквітинування білків. 
Локалізований у цитоплазмі.